# Динияр Билялетдинов
Динияр Билялетдинов е руски футболист от татарски произход, който играе за Рубин Казан. Той е син на треньора Ринат Билялетдинов. Има 46 мача и 6 гола за руския национален отбор.

## Кариера
Билялетдинов е юноша на Локомотив Москва. В младежките формации на отбора треньор е баща му. През 2004 е взет в първия отбор, става шампион на страната и е избран за най-добър млад играч. През 2005 печели суперкупата на Русия и за първи път попада в „Списък 33 най-добри“. В август същата година дебютира за националния отбор на Русия. През 2006 става играч на сезона на Локомотив, а на следващия сезон става капитан на отбора, след напускането на Дмитрий Лосков и Марат Измайлов. Повикан е в националния отбор на Русия за Евро 2008, но е оставян по-често на резервната скамейка. Сборная успява да достигне до 3 място на турнира.
През 2009 Динияр подписва с английския Евертън, за които дебютира на 30 август в мач срещи Уиган Атлетик. В първия си сезон за клуба играе добре и е избран за футболист на месеца от феновете. На следващия остава в сянката на Стивън Пиенаар, но след напускането на южноафриканеца отново получава шанс да се докаже. На 9 април 2011 вкарва гол на Уувърхямптън. През сезон 2011/12 започва като титуляр, но губи доверието на Дейвид Мойс и през януари 2012 подписва със Спартак Москва. Успява да помогне на отбора да стане вицешампион, но въпреки това не е повикан за Евро 2012. След идването на Ким Калстрьом и Хосе Мануел Хурадо в Спартак, Динияр не играе много често за „червено-белите“ и често е оставян резерва.
На 3 февруари 2014 г. преминава под наем в Анжи до края на сезона. Записва 9 мача и 2 гола, но отборът от Махачкала изпада от РФПЛ. На 1 септември 2014 г. преминава в Торпедо Москва.